# Gilles Catoire
Pour les articles homonymes, voir Catoire.
Gilles Catoire, né le 3 mars 1949 à Meulan (Seine-et-Oise), est un homme politique français, membre du Parti socialiste.
Il devient maire de Clichy (Hauts-de-Seine) en 1985 à la suite de la nomination de Jacques Delors à la présidence de la Commission européenne. Catoire perd son mandat de maire en 2015, après l'annulation de l'élection municipale de 2014. Il est également conseiller général des Hauts-de-Seine entre 1988 et 1994 puis de 1996 à 2015.

## Études et carrière professionnelle
Gilles Catoire fait ses études à l'université de Paris X-Nanterre, pendant lesquelles il milite à l'UNEF dont il devient membre de la commission de contrôle en 1971. Agrégé de sciences économiques et sociales et diplômé de l'Institut d'études politiques de Paris (section Service public, promotion 1972), il devient professeur au lycée de Colombes.
Il est chercheur au centre de recherche économique à l'université Paris X de 1971 à 1974, ingénieur au centre national de la recherche scientifique (CNRS) de 1974 à 1977, chargé de cours au département « gestion des entreprises et administration » à l'institut universitaire de technologie de Saint-Denis de 1977 à 1981.

## Parcours politique
Gilles Catoire entre en 1982 au cabinet de Louis Mexandeau (ministre des PTT) comme conseiller technique. Il est chargé de 1985 à 1986 de l'audiovisuel auprès du président de France Câble et Radio.
Membre du PS, il est d'abord adjoint au maire de Clichy de mars 1983 à janvier 1985, dans l'équipe de Jacques Delors, auquel il succède au poste de maire de Clichy le 6 janvier 1985. Il est ensuite réélu aux élections municipales de 1989, 1995, 2001, 2008 et 2014.
Gilles Catoire fut aussi conseiller général des Hauts-de-Seine, élu dans le canton de Clichy en octobre 1988. Battu en mars 1994 par Didier Schuller (RPR), il est à nouveau élu en mars 1996 dans une élection cantonale partielle provoquée par la déchéance du mandat de Didier Schuller, impliqué dans l'affaire Schuller-Maréchal. Gilles Catoire est réélu au Conseil général en 2001 et en 2008. Lors des élections départementales de 2015, il constitue un binôme avec son adjointe aux sports Danielle Ripert. Ils sont battus, au second tour le 29 mars, en obtenant 46,10 % des voix face au binôme Rémi Muzeau (UMP) et Alice Le Moal (MoDem).
Gilles Catoire est candidat aux élections législatives de juin 2012 dans la cinquième circonscription des Hauts-de-Seine (Clichy/Levallois). Il réunit 48,6 % des voix au second tour, perdant pour la cinquième fois face à Patrick Balkany, maire de Levallois.
Le 19 octobre 2012, il dépose un recours devant le Conseil constitutionnel pour réclamer l'annulation de l'élection de Patrick Balkany.
En septembre 2013, le magazine Le Point publie un article très critique sur la gestion des employés municipaux menée par Gilles Catoire à la mairie de Clichy. Le magazine est condamné en juillet 2014 pour diffamation pour 8 passages de cet article, sanction confirmée en cour d'appel,.
Réélu maire de Clichy en 2014, l'élection est annulée le 11 mai 2015 pour des irrégularités sur une liste centriste. Catoire annonce qu'il ne se représentera pas à la prochaine élection municipale. Le candidat de droite (LR-UDI-MoDem), Rémi Muzeau, l’emporte, ce qui met fin à l’administration de la ville par la gauche depuis 1944.

## Affaires judiciaires
Le 28 juin 2000, Gilles Catoire est condamné par le tribunal correctionnel de Nanterre à huit mois de prison avec sursis et 20 000 F d'amende dans une affaire de fausses factures impliquant la société d'économie mixte (SEM) Clichy Communication. Le même jour, il est relaxé dans une seconde affaire de fausses factures relatives au financement d'un journal politique.
En 2002, Il est visé par une enquête de la justice pour détournement de fonds publics, faux et usage de faux et favoritisme à propos d'un manque de 15 millions d'Euros dans les comptes de l'office HLM dont Michel Catoire est président. Une  perquisition a été  effectuée, à la mairie et à son domicile. Il est mis en examen pour faux et usage de faux et placé sous contrôle judiciaire mais la procédure sera annulée en janvier 2003.
Fin 2013 et 2014, il est visé par deux plaintes pour détournement de fonds publics en pointant un exemple d'emploi fictif, et une pour harcèlement à la suite du suicide d'une employée municipale,,.

## Autres fonctions
Durant ses mandats de maire, Gilles Catoire est membre du bureau de la Fédération nationale des élus socialistes et du Conseil national du Parti socialiste. Il devient secrétaire général de l'Association des maires d'Île-de-France en 2002, et représente l'Association des maires de France au Conseil national des retraités et des personnes âgées (CNRPA, qui intégrera le Haut Conseil de la famille, de l'enfance et de l'âge en 2015). Il préside le conseil de surveillance de la Fondation Roguet, établissement public d'accueil et de soins pour personnes âgées situé à Clichy.

## Grand Paris
Gilles Catoire est membre du syndicat mixte d'études Paris Métropole depuis sa création en 2009, et copréside la commission transports et déplacements. Il a soutenu le projet de prolongation prévu en 2017 de la ligne 14, figurant dans le Grand Paris Express, et qui vise à créer deux nouvelles stations de la ligne 14 à Clichy : Porte de Clichy et Clichy-Saint Ouen.[réf. nécessaire]

## Au cinéma
Gilles Catoire apparaît dans le documentaire de Christophe Otzenberger La Conquête de Clichy (1995).

## Décorations
- Chevalier de la Légion d'honneur (remise par Louis Mexandeau)